# Akiem

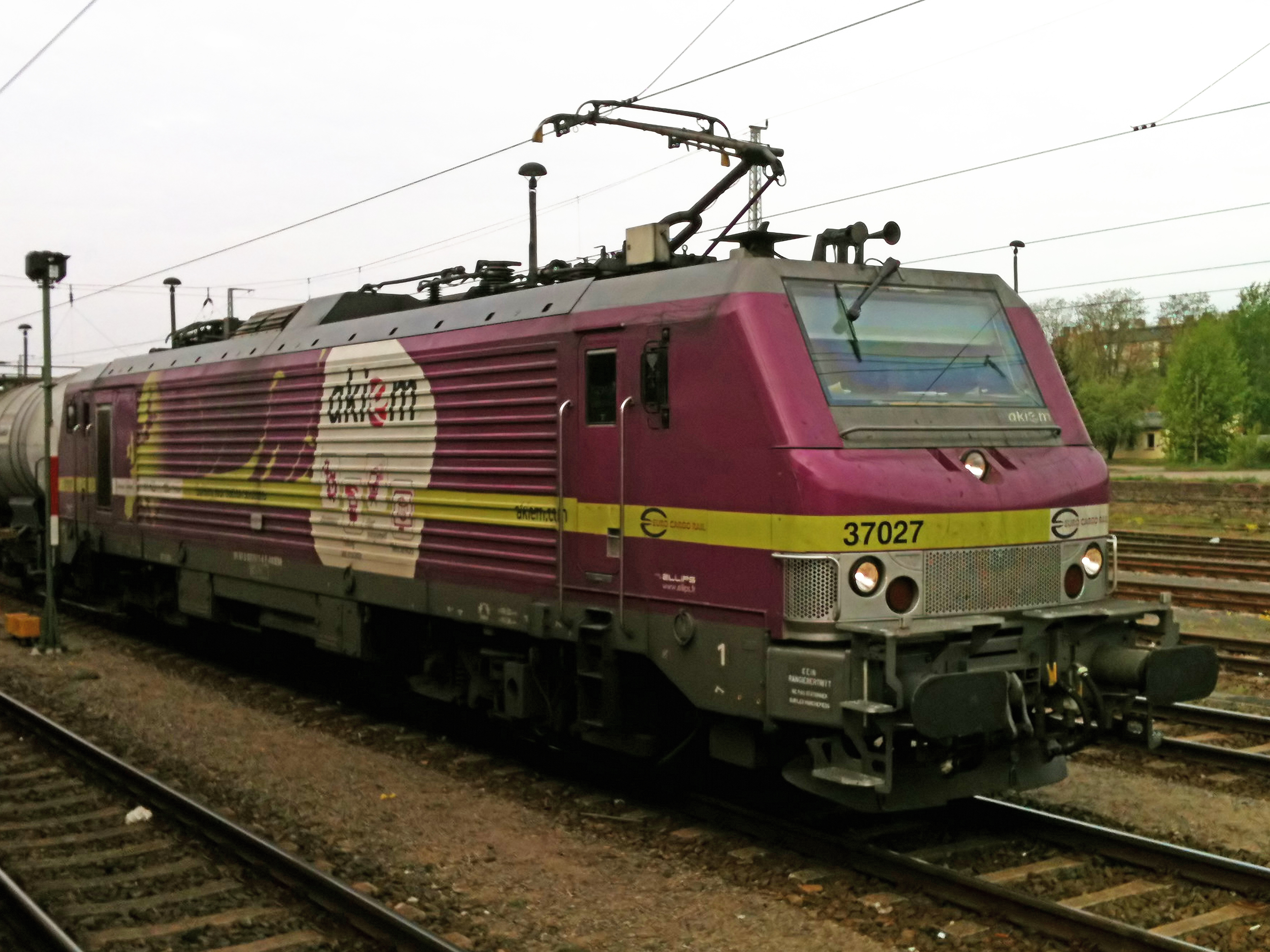
Akiem BB 37027 Eberswalde-ban, az Euro Cargo Rail szolgálatában

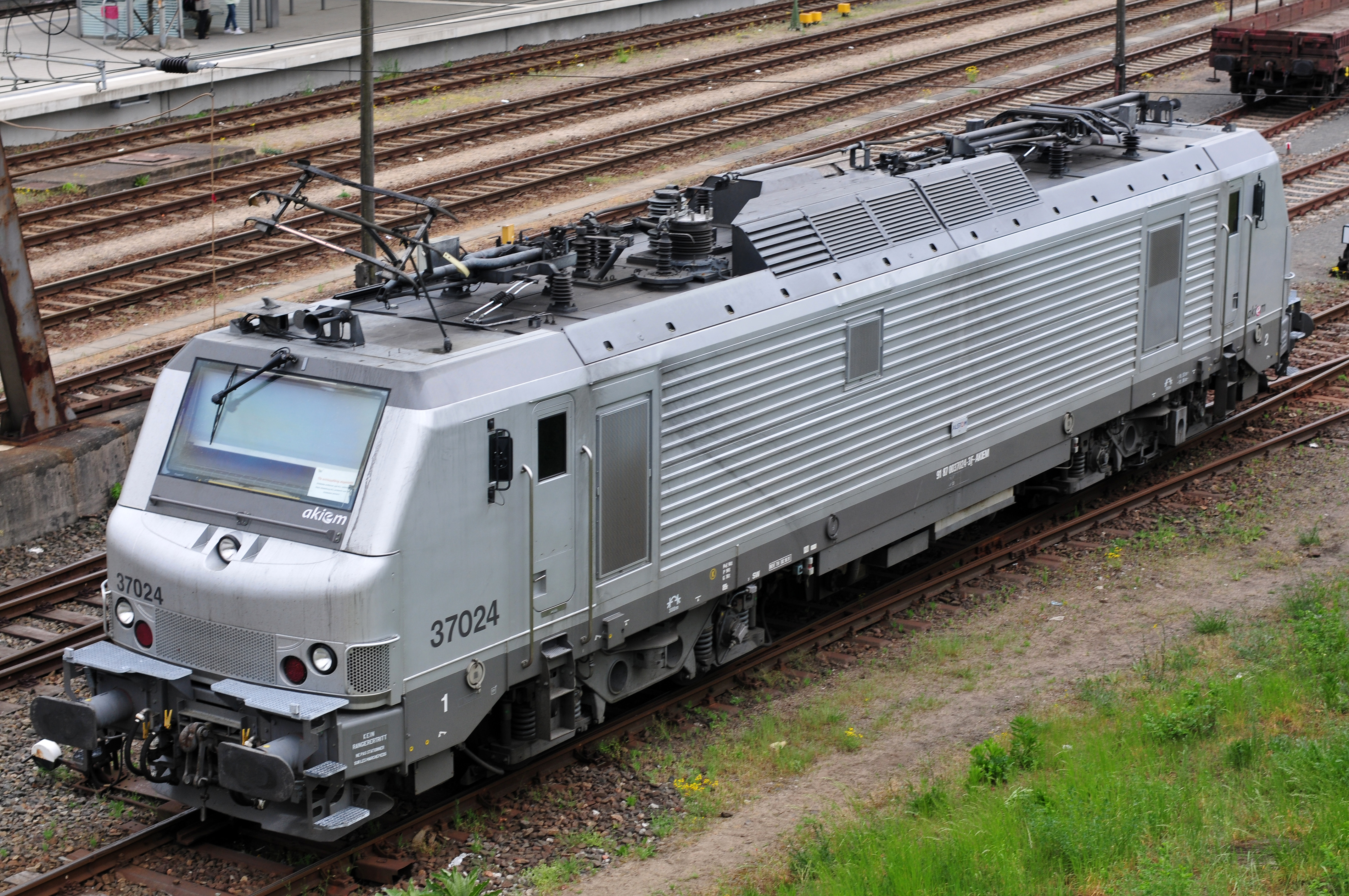
sérült Akiem 37024 Eberswalde-ban

Az Akiem, amelynek székhelye a Párizs melletti Saint-Ouen-sur-Seineban van, egy francia mozdonylízing vállalat. A vállalat az egyik vezető mozdonylízingbeadó a kontinentális európai vasúti piacon. Az Akiem összesen 600 mozdonnyal rendelkezett 2021-ben, és irodái Düsseldorfban, Varsóban és Budapesten vannak. Ügyfelei állami és magán vasúttársaságok az ipari és szállítási szektorban Franciaországban, Belgiumban, Olaszországban és Németországban. Tulajdonosa a CDPQ alapkezelő.

## Háttér
A társaságot 2008 decemberében alapította az SNCF teherszállítási részlege Société de gestion et valorisation de matériel de traction néven azzal a céllal, hogy az SNCF feleslegessé vált mozdonyait átvegye, majd bérbe adja (elsősorban magának az SNCF-nek és leányvállalatainak, de versenytársaknak is). Az első öt év beruházási költségvetése (beleértve az SNCF által 438 millió euróért átvett eredeti 253 mozdony beszerzési költségeit) a jelentések szerint elérte az 1030 millió eurót. 2016 februárjában az SNCF eladta 50%-os részesedését a DWS/Deutsche Bank által kezelt Eurotraction infrastrukturális alapnak 700 millió euró értékben. 2017-ben az Akiem megvásárolta az mgw Service Groupot.
2020 februárjában az Akiem megvásárolt egy 137 mozdonyból, valamint vasúti kocsikból és vagonokból álló európai lízingportfóliót, amelyet a Macquarie ausztrál pénzügyi csoport kezel.
További 100 villamos mozdony érkezhet 2025-től a vállalathoz egy korábbi keretmegállapodás alapján.

## Flotta
Az Akiem villamos- és dízelmozdonyokkal és vonatokkal rendelkezik. A vállalat a következő mozdonyokat adja bérbe vasúti fuvarozó vállalatoknak:
| Mozdonysorozat              | Pályaszám | Gyártás éve | Üzemmód          |
| --------------------------- | --- | ----------- | ---------------- |
| 185 sorozat (Traxx AC2)     | - 03 (D-AT): 598, 649–650 | 2009        | villamos         |
| 186 sorozat (Traxx MS2E)    | - 07 (D-AT-B-NL): 381–387 - 07 (D-AT-PL): 261–267 - 13 (D-AT-PL-NL-CZ-SK-HU): 351–363 - 12 (D-B-F): 184–186, 188–191, 192–195, 260 | 2014–2018   | villamos         |
| 187 sorozat (Traxx AC3)     | - 11 (D): 500–510 - 04 (D-AT-CH): 011–014 - 05 (D-AT-HU-RO): 520–524                                                               | 2017–2019   | villamos         |
| 188 sorozat (Traxx MS3)     | D,A,I,B,PL,CZ,SK,HU,HR,SLO,RO,CH,NL                                                                                                | 2018-tól    | villamos + dízel |
| E 483 (Traxx DC2)           | - 20 (I): 483 301–320 - 05 (PL): 5170 060–064                                                                                      | 2015–2017   | villamos         |
| BB 27000 (Prima EL2U)       | - 80 (F): 27111–27180 | 2000–2006   | villamos         |
| BB 37000/37500 (Prima EL3U) | (F-D), (F-CH) | 2004–2006   | villamos         |
| BB 36000 (Astride)          | - 30 (B-F): 36001–36030 | 1996–2000   | villamos         |
| Class 77                    | (F), (F-D), (F-D-B) | -           | dízelvillamos    |
| DE 18                       | F | 2018–2020   | dízelvillamos    |
| BB 75000/100/300            | (F-D-CZ) | 2006–2010   | dízelvillamos    |
| G 1206                      | (F), (F-D), (D-NL) | 2006–2013   | dízelhidraulikus |
| G 1000                      | I | 2009–2010   | dízelhidraulikus |
| BB 400                      | F | 2009–2011   | dízelvillamos    |
| Y 8000                      | F | 1984–1988   | dízelhidraulikus |

Az Akiem többek között a következő vasúttársaságoknak ad bérbe mozdonyokat: HSL Logistik, CTL Logistics, Metrans, LTE, CER Cargo, Rail Cargo, Advanced World Transport (AWT) és Lineas.

## Magyarországi szerepe
2023-ban a MÁV-START Zrt. a mozdonyhiány enyhítésére és az Ausztriába irányuló nemzetközi forgalom fenntartása érdekében 15 mozdonyt vett bérbe az Akiemtől.